# دهدولان
دهدولان هي قرية في مقاطعة سراب، إيران. عدد سكان هذه القرية هو 150 في سنة 2006.